# Guillaume le Maréchal ou Le meilleur chevalier du monde
Guillaume le Maréchal ou Le meilleur chevalier du monde est un livre de l'historien français Georges Duby, paru en 1984. 
À travers la vie du chevalier anglo-normand Guillaume le Maréchal, l'auteur cherche à décrire la société chevaleresque et ses valeurs. Ce livre, écrit sans appareil érudit et qui a un grand succès, marque la réappropriation du genre de la biographie historique par un historien de l'école des Annales.

## Présentation

### Description de la société chevaleresque

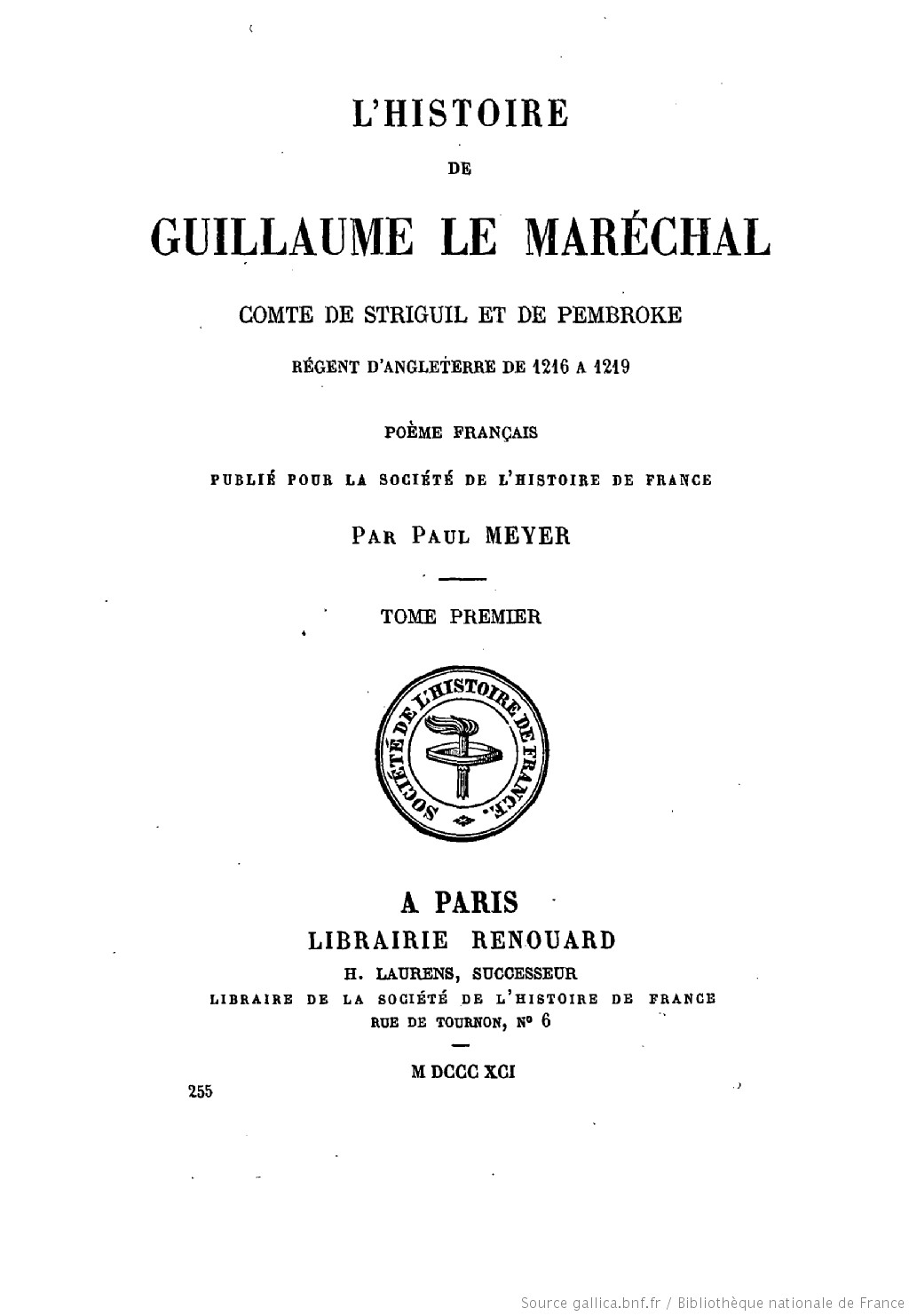
Page de titre de la première édition de L'Histoire de Guillaume le Maréchal, par Paul Meyer, 1891.

Georges Duby retrace dans ce livre la vie du chevalier anglo-normand Guillaume le Maréchal (vers 1146-1219), comte de Pembroke. Il s'appuie pour cela une source très riche, un poème biographique en ancien français rédigé peu de temps après la mort du personnage principal, L'Histoire de Guillaume le Maréchal, et publié en 1891-1901 par Paul Meyer, en trois tomes,.
L'Histoire de Guillaume le Maréchal est une source exceptionnelle, dont l'historien américain Sidney Painter s'est servi en 1933 pour écrire une biographie événementielle de Guillaume le Maréchal. Georges Duby l'utilise pour reconstituer la vie et les manières de voir le monde des chevaliers,,. Pour Jacques Le Goff, ce rapport de l'individuel au social est présent dès le titre donné par Georges Duby à son livre : « le titre exprime l'émergence de l'individu dans un monde de mouvements collectifs et de groupes et […] le sous-titre ou le meilleur chevalier du monde évoque l'importance de l'image, d'un système de valeurs d'une société en quête de modèles et de héros universels en même temps que personnalités ». 
Georges Duby divise son livre en cinq chapitres. Le premier décrit la scène de la mort de Guillaume le Maréchal,, le second présente L'Histoire de Guillaume le Maréchal et son intérêt pour les médiévistes et les trois suivants racontent la vie de Guillaume le Maréchal : sa jeunesse au service d'Henri le Jeune, son importante activité de champion des tournois, son mariage avec une héritière de premier plan, Isabelle de Clare (qui lui est donnée par le roi Richard Cœur de Lion), qui fait de lui un homme puissant et la régence du royaume d'Angleterre qu'il exerce pendant la minorité du roi Henri III. Ce type de plan, où le livre commence par un événement particulièrement important que la suite explique en remontant en amont, se retrouve dans d'autres ouvrages de Georges Duby, à partir de 1978,,.
À travers la vie de Guillaume le Maréchal, Georges Duby décrit la société chevaleresque : le rôle du lignage et en particulier de l'oncle maternel, l'errance des cadets, la mode des tournois, où Guillaume le Maréchal excelle, le mépris de l'argent et les dépenses ostentatoires,, et l'importance du mariage, par lequel Guillaume le Maréchal devient très riche,. Comme le soulignent Florian Mazel et Didier Panfili, « toute l'œuvre de Duby est traversée par le thème de la chevalerie depuis la thèse sur la société en Mâconnais (1953) jusqu’aux livres des années 1970-1980 ».
Georges Duby interroge aussi les silences de L'Histoire de Guillaume le Maréchal, notamment sur les femmes, très peu présentes dans le poème,. S'attachant au sens à donner au mot « amour », Georges Duby suppose une homosexualité latente et des relations amoureuses entre hommes chez les chevaliers,. Sans exclure cette possibilité, Élisabeth Magarino et Jean Flori considèrent que c'est aller trop loin dans l'interprétation,.

### Appropriation du genre biographique

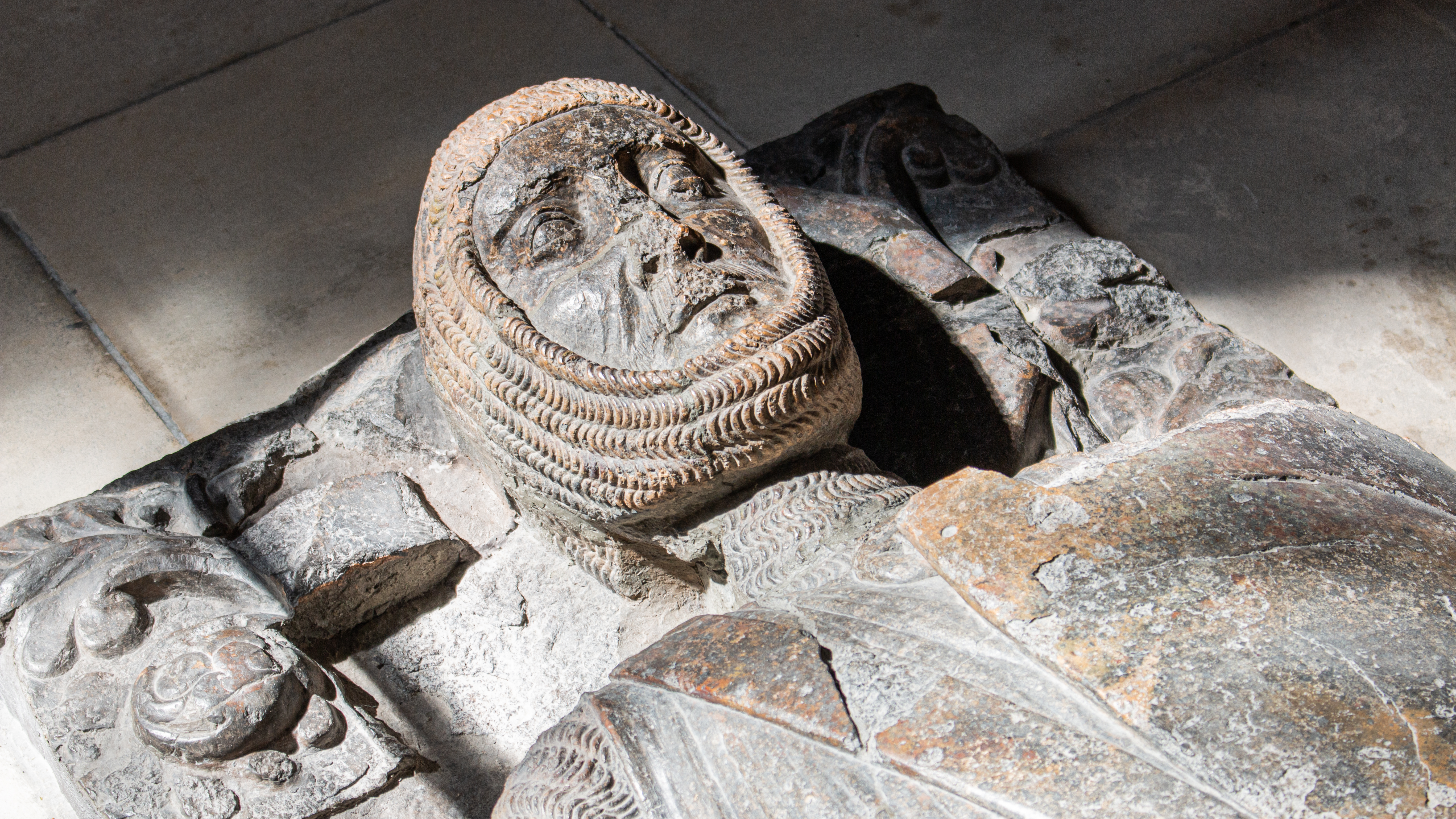
Gisant de Guillaume le Maréchal, en l'église du Temple à Londres.

En publiant ce livre, Georges Duby, selon Patrick Boucheron « brise alors l'un des tabous les mieux établis de l'école des Annales, celui qui séparait de manière étanche l'histoire savante de la vulgarisation historique, dont la biographie était le genre le plus méprisé ». Ce livre marque en effet l'appropriation du genre de la biographie par l'école des Annales, qui jusque-là le jugeait sans intérêt parce que superficiel, mais en le subvertissant,. Comme l'explique François Dosse, le genre de la biographie est ici mobilisé pour illustrer un type social. Georges Duby lui-même s'en justifie ainsi : 

« Comme naguère à propos de Bouvines, on pouvait m'accuser de trahir l'« esprit des Annales ». J'étais en effet le premier des épigones de Marc Bloch et de Lucien Febvre qui acceptât  d'écrire la biographie d'un « grand homme ». De fait, je ne déviai pas d'un pouce de mon parcours. Le seul changement, fort important je le reconnais, touchait à la forme. Je revenais carrément au récit. Je racontais une histoire. Je suivais le fil d'un destin personnel. Toutefois, je m'en tenais toujours à l'histoire-problème, à l'histoire-question. Ma question demeurait la même : qu'est-ce que la société féodale ? »

Georges Duby fait le choix de rédiger son livre sans notes érudites, afin de pouvoir être lu du grand public,. Comme il le raconte lui-même quelques années plus tard, il a commencé à travailler sur la vie de Guillaume le Maréchal pour des émissions à la radio, dans la série Les inconnus de l'histoire sur France Culture, avant d'en faire un livre,. Ces émissions sont ensuite retranscrites avant que le texte soit retravaillé pour le livre. L'Institut mémoires de l'édition contemporaine conserve les brouillons de ce dernier, ce qui permet de comprendre le travail de l'auteur. Le plan, détaillé sur environ quatre-vingt feuilles, est construit en buissonnement, en suivant un fil conducteur. Georges Duby écrit ensuite son texte à la main, en le corrigeant, avant de le dicter à une secrétaire et d'améliorer encore le tapuscrit. Il remanie son texte en retravaillant le style pour lui donner de la fluidité. Jean Flori et Claudie Amado insistent sur le talent d'écrivain de l'auteur, son souci du rythme et de la phrase,.

### Succès
Trois ans après, Jean Flori souligne le succès obtenu par le livre. Guillaume le Maréchal ou Le meilleur chevalier du monde est publié le 30 septembre 1984 chez Fayard, qui en organise le lancement comme un roman. Sa diffusion atteint 42 000 exemplaires en trois mois puis baisse, mais le relais est pris par l'édition de poche, dans la collection Folio histoire, qui est tirée à 60 000 exemplaires, et en club (Club français du livre/Le Grand Livre du mois et France Loisirs).
Le livre est également adapté en 1987 en bande dessinée par Jean-Marie Ruffieux, publiée chez Dargaud sous le même titre.

## Éditions

### Livre
- Guillaume le Maréchal ou le meilleur chevalier du monde, Paris, Fayard, coll. « Les inconnus de l'histoire », 1984, 189 p. (ISBN 978-2-213-01349-7, présentation en ligne, lire en ligne).
- Guillaume le Maréchal ou Le meilleur chevalier du monde, Paris, Gallimard, coll. « Collection folio Histoire » (no 11), 1986, 2e éd., 189 p. (ISBN 978-2-07-032344-9, présentation en ligne).

### Livre audio
- Georges Duby, Guillaume le Maréchal, Paris, Des femmes-Antoinette Fouque, coll. « La Bibliothèque des voix », 1985 (EAN 3328140020205, présentation en ligne)

### Adaptation en bande dessinée
- Jean-Marie Ruffieux, Guillaume le Maréchal, Dargaud, coll. « Dargaud histoire », 1987 (ISBN 978-2-205-03382-3) (réédition en 1992 et 2002)[23].

#### Recensions
- Claudie Amado, « Georges Duby : Guillaume le Maréchal ou le meilleur chevalier du monde », La Pensée, no 243,‎ janvier-février 1985, p. 126-128 (lire en ligne).
- (en) John W. Baldwin, « Guillaume le Maréchal ou le meilleur chevalier du monde. Georges Duby », Speculum, vol. 61, no 3,‎ juillet 1986, p. 640–642 (ISSN 0038-7134, DOI 10.2307/2851611, lire en ligne, consulté le 1er mai 2025).
- Jean Flori, « Georges Duby. — Guillaume le Maréchal ou le meilleur chevalier du monde, 1984 (« Inconnus de l'histoire ») », Cahiers de civilisation médiévale, vol. 30, no 120,‎ 1987, p. 371–373 (lire en ligne, consulté le 1er mai 2025).
- Martine Fournier, « Guillaume le Maréchal », Sciences humaines,‎ 1er septembre 2003 (lire en ligne, consulté le 1er mai 2025).
- G. Guimard-Auviste, « Georges Duby et les « champions » du XIIe siècle », Le Monde,‎ 14 septembre 1984 (lire en ligne, consulté le 1er mai 2025).
- Elisabeth Magarino, « À propos du livre de Georges Duby sur Guillaume le Maréchal », Bulletin des Anglicistes Médiévistes / Etudes Médiévales Anglaises, vol. 26, no 1,‎ 1984, p. 385–388 (lire en ligne, consulté le 1er mai 2025).
- Pierre Vallin, « Guillaume le Maréchal ou le meilleur chevalier du monde », Études, vol. 362, no 1,‎ janvier 1985, p. 128-129 (lire en ligne).

#### Témoignage
- Georges Duby, L'histoire continue, Paris, Éditions du Seuil, coll. « Points Odile Jacob » (no OJ31), 1992, 2e éd. (1re éd. 1991), 221 p. (ISBN 978-2-02-019092-3).

#### Historiographie
- Patrick Boucheron, « Georges Duby », dans Véronique Sales (dir.), Les historiens, Paris, Armand Colin, 2003, 350 p. (ISBN 978-2-200-26286-0), p. 227-249.
- Patrick Boucheron, « La lettre et la voix : aperçus sur le destin littéraire des cours de Georges Duby au Collège de France, à travers le témoignage des manuscrits conservés à l'IMEC », Le Moyen Age, no 3,‎ 2009, p. 487–528 (ISSN 0027-2841, DOI 10.3917/rma.153.0487, lire en ligne, consulté le 2 mai 2025).
- Pierre Campion, « Comment Georges Duby écrit l'histoire », Littérature, vol. 84, no 4,‎ 1991, p. 109–126 (DOI 10.3406/litt.1991.2595, lire en ligne, consulté le 9 juin 2025).
- Florian Mazel et Didier Panfili, « L'aventure chevaleresque », dans Jacques Dalarun et Patrick Boucheron (dir.), Georges Duby : Portrait de l'historien en ses archives, Paris, Gallimard, 2015, 482 p. (ISBN 9782070149209, lire en ligne), p. 344-364.